# Anders Fredrik Alard
Anders Fredrik Alard, född 8 juni 1821 i Älvestads församling, Östergötlands län, död 26 november 1900 i Vadstena församling, Östergötlands län, var en svensk klockare, organist och kantor.

## Biografi
Anders Fredrik Alard föddes 1821 på Karlshov i Älvestads församling. Han var son till trädgårdsmästaren Henrik Alard och Maja Stina Strömberg. Alard flyttade 1837 till Östra Husby socken, men återkom samma år. 1843 flyttade han till Stockholm. 1844 bodde han i Klara församling i Stockholm och studerade till organist. Alard var från 1850 till 1857 tillförordnad kantor i Katarina församling, Stockholm. Han arbetade från 1857 som klockare och organist i Simtuna församling. Han förklarades omyndig 14 mars 1898 av Simtuna häradsrätt och flyttade 1899 till Vadstena. Alard avled 1900 i Vadstena församling.

## Notbok för violin
Notbok för violin innehåller polonäser, polskor, valser och psalmer för violin. Boken är skriven av Alard och är daterad den 20 september 1833 i Karlshov, Älvestads socken. Notboken förvaras numera hos Musikverket.

### C-dur
1. Polonäs i C-dur.
2. Polonäs i C-dur.
3. Polonäs i C-dur.
4. Polonäs i C-dur.
5. Polonäs i C-dur.
6. Polonäs i C-dur.
7. Polonäs i C-dur.
8. Polonäs i C-dur.
9. Polonäs i C-dur.
10. Polonäs i C-dur.
11. Polonäs i C-dur.
12. Svenska 8ttan i C-dur.
13. Polonäs i C-dur.
14. Polonäs i C-dur.
15. Polonäs i C-dur.
16. Polonäs i A-moll.
17. Vals i C-dur.

### G-dur
1. Vals i G-dur.
2. Vals i G-dur.
3. H. K. H Kronpronsens vals i G-dur.
4. Polonäs i G-dur.
5. Polonäs i G-dur.
6. Polonäs i G-dur.
7. Polonäs i G-dur.
8. Polonäs i G-dur.
9. Polonäs i G-dur.
10. Polonäs i G-dur.
11. Polonäs i G-dur.
12. Vals i G-dur.
13. Vals i G-dur.
14. Polonäs i G-dur.
15. Polonäs i G-dur.
16. Polonäs i G-dur.
17. Polonäs i G-dur.
18. Polonäs i G-dur.
19. Polonäs i G-dur.
20. Polonäs i G-dur.
21. Polonäs i G-dur.
22. Polonäs i G-dur.
23. Polonäs i G-dur.
24. Polonäs i G-dur.
25. Polonäs i G-dur.
26. Polonäs i G-dur.
27. Polonäs i G-dur.
28. Polonäs i G-dur.
29. Tjäderns polska i G-dur.
30. Polonäs i G-dur.
31. Polonäs i G-dur.
32. Polonäs i G-dur.
33. Polonäs (förställd) i G-dur.

### D-dur
1. Polonäs i D-dur.
2. Polonäs i D-dur.
3. Polonäs i D-dur.
4. Polonäs i D-dur.
5. Polonäs i D-dur.
6. Polonäs i D-dur.
7. Polonäs i D-dur.
8. Polonäs i D-dur.
9. Polonäs i D-dur.
10. Polonäs i D-dur.
11. Polonäs i D-dur.
12. Vals i D-dur.
13. Polonäs i D-dur.
14. Polonäs i D-dur.
15. Polonäs i D-dur.
16. Polonäs i D-dur.

### A-dur
1. Polonäs i A-dur.
2. Polonäs i A-dur.
3. Polonäs i A-dur.
4. Polonäs i A-dur.
5. Polonäs i A-dur.
6. Polonäs i A-dur.
7. Polonäs i A-dur.
8. Polonäs i A-dur.
9. Polonäs i A-dur.
10. Polonäs i A-dur.
11. Polonäs i A-dur.

### F-dur
1. Polonäs (förställd) i F-dur.
2. Polonäs i F-dur.
3. Polonäs i F-dur.
4. Polonäs i F-dur.
5. Polonäs i F-dur.
6. Polonäs i F-dur.
7. Polonäs (förställd) i F-dur.
8. Polonäs i F-dur.
9. Polonäs i F-dur.
10. Polonäs i F-dur.
11. Polonäs i F-dur.
12. Polonäs i F-dur.
13. Polonäs i F-dur.
14. Polonäs i F-dur.
15. Polonäs i F-dur.

### Övrigt
1. Vals i F-dur.
2. Polonäs i Bb-dur.
3. Polonäs i g-moll-dur.
4. Ack saliga hem hos vår Gud i C-dur.
5. När han kommer, när han kommer i G-dur.